# MP 3008
L'MP 3008 (abbreviazione di Maschinenpistole 3008) era un mitra sostitutivo tedesco calibro 9 mm prodotto nelle ultime fasi della seconda guerra mondiale nel 1945. Conosciuta anche con il nome di Volksmaschinenpistole, l'arma risultava fortemente influenzata dallo Sten inglese, da cui differiva unicamente per il caricatore posto in verticale.
L'arma era una misura di emergenza, progettata quando la Germania nazista era ormai circondata su ogni fronte. Afflitta da una forte scarsità di materie prime, i progettisti tedeschi si sforzarono per trovare un'alternativa meno costosa al loro MP 40. L'arma che risultò da questa semplificazione estrema, denominata MP 3008, veniva prodotta in fabbriche non specializzate nella produzione di armi e quindi risultano frequenti differenze tra i vari esemplari. Prodotta interamente in acciaio senza alcuna impugnatura, il calcio iniziale era di forma triangolare, ma con l'avvicinarsi della sconfitta parti di altre armi venivano modificate ed adattate all'arma per risparmiare tempo e materiali.
Il Gerät Potsdam', prodotto dalla Mauser nel 1944, era una copia esatta dello Sten inglese, costruito con le stesse modalità proprio per adattarsi al suo ruolo di arma per i ruoli clandestini. Di questa variante furono prodotti circa 28.000 esemplari.
La HZA Kulmbach GmbH produce attualmente una replica semiautomatica dell'arma per il mercato civile, denominata BD 3008